# Rjachovtsite
Rjachovtsite (Bulgaars: Ряховците) is een dorp in centraal-Bulgarije. Het dorp is gelegen in de gemeente Sevlievo, oblast Gabrovo. Het dorp ligt hemelsbreed ongeveer 30 km ten noordwesten van Gabrovo en 141 km ten noordoosten van de hoofdstad Sofia.

## Bevolking
In de eerste volkstelling van 1934 registreerde het dorp Rjachovtsite 2.687 inwoners. Dit nam toe tot een maximumaantal van 2.823 personen in 1946. Sindsdien daalt het inwonersaantal. Op 31 december 2020 telde Rjachovtsite 1.240 inwoners.
Van de 1.365 inwoners reageerden er 1.327 op de optionele volkstelling van 2011. Van deze 1.327 respondenten identificeerden 1.009 personen zichzelf als Bulgaarse Turken (76%), gevolgd door 312 etnische Bulgaren (23,5%) en 6 ondefinieerbare respondenten (0,5%).
| Etnische samenstelling van de respondenten (2011) | Etnische samenstelling van de respondenten (2011) | Etnische samenstelling van de respondenten (2011) | Etnische samenstelling van de respondenten (2011) | Etnische samenstelling van de respondenten (2011) |
| ------------------------------------------------- | ------------------------------------------------- | ------------------------------------------------- | ------------------------------------------------- | ------------------------------------------------- |
|                                                   |                                                   |                                                   |                                                   |                                                   |
| Bulgaren                                          | Bulgaren                                          |                                                   | 23,5%                                             | 23,5%                                             |
| Turken                                            | Turken                                            |                                                   | 76,0%                                             | 76,0%                                             |
| Roma                                              | Roma                                              |                                                   | 0,0%                                              | 0,0%                                              |
| Anders/Onbekend                                   | Anders/Onbekend                                   |                                                   | 0,5%                                              | 0,5%                                              |

Van de 1.365 inwoners in februari 2011 werden geteld, waren er 162 jonger dan 15 jaar oud (11,9%), gevolgd door 882 personen tussen de 15-64 jaar oud (64,6%) en 321 personen van 65 jaar of ouder (23,5%).